# 통과하는 후프
통과하는 후프(일본어: 通りぬけフープ)은 도라에몽의 비밀도구의 도구 중 하나. 벽이나 바닥에 통과하는 후프를 설치하면 그 벽에 후프의 크기만큼 구멍이 생기며 벽에서 떼어내면 원상복구된다.